# Harsvans
Harsvans (Lagurus ovatus) är en gräsart som beskrevs av Carl von Linné. Harsvans ingår i släktet harsvansar, och familjen gräs. Inga underarter finns listade i Catalogue of Life.

## Bildgalleri

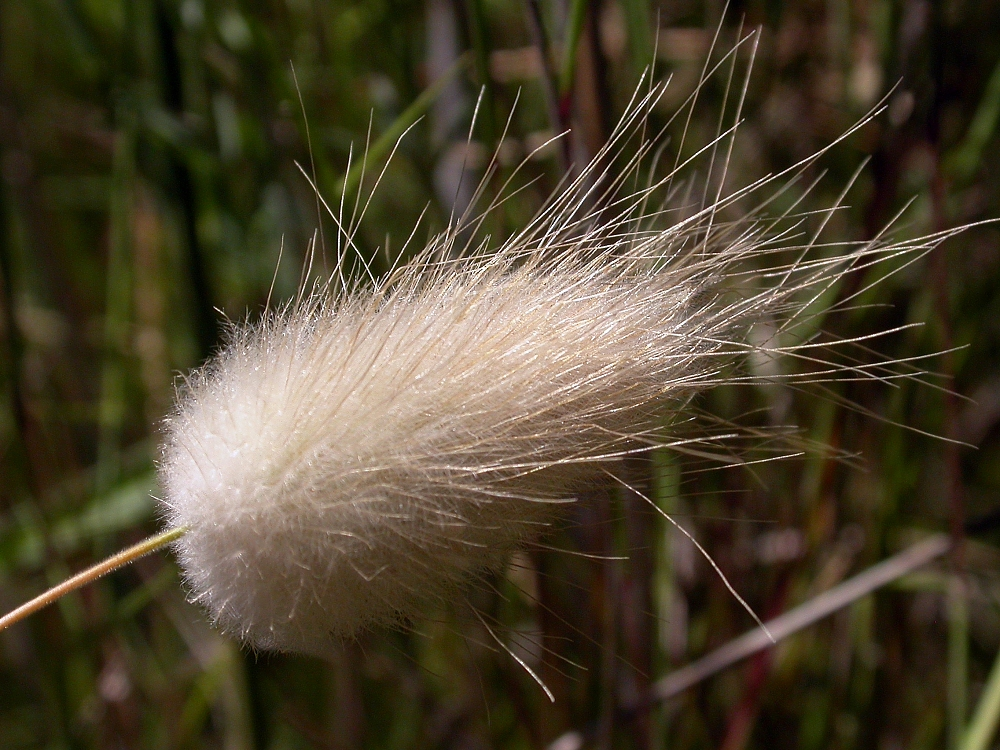
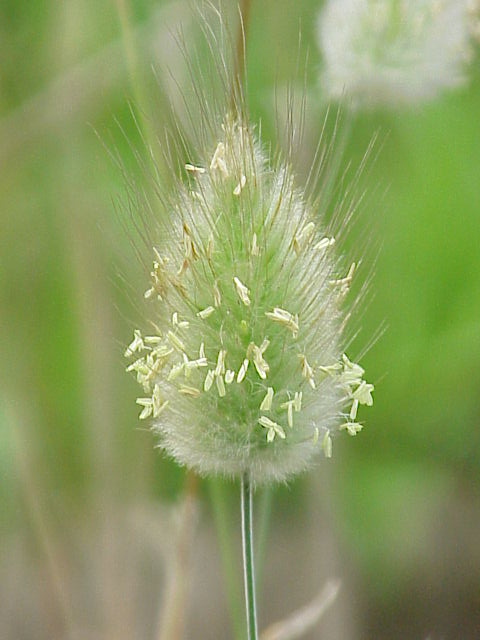
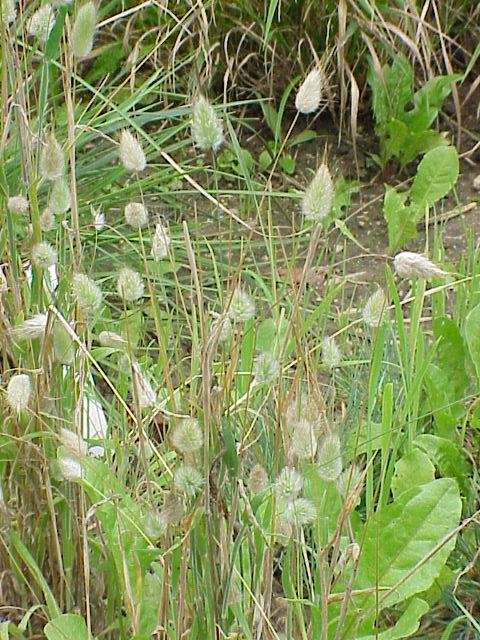
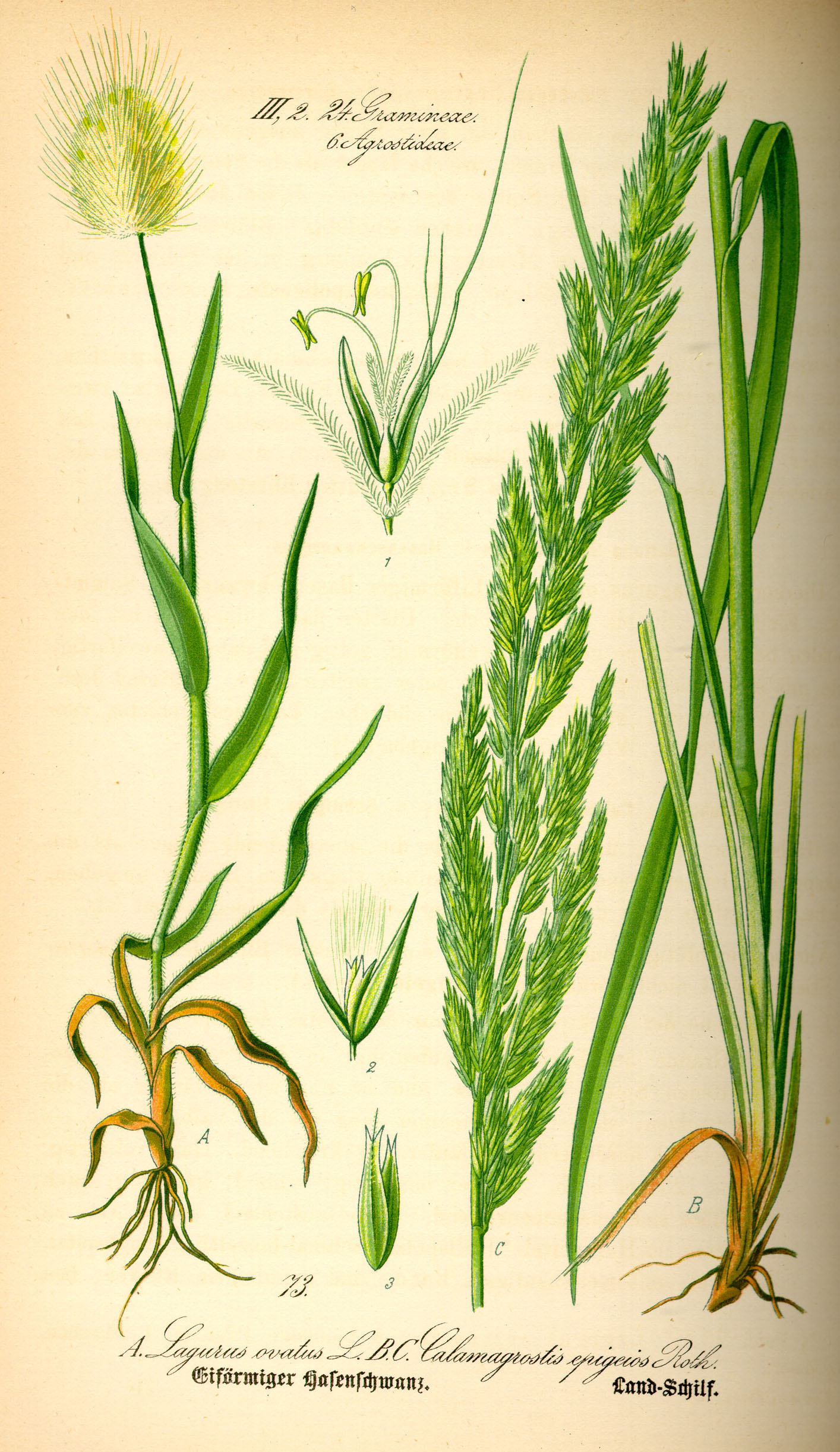
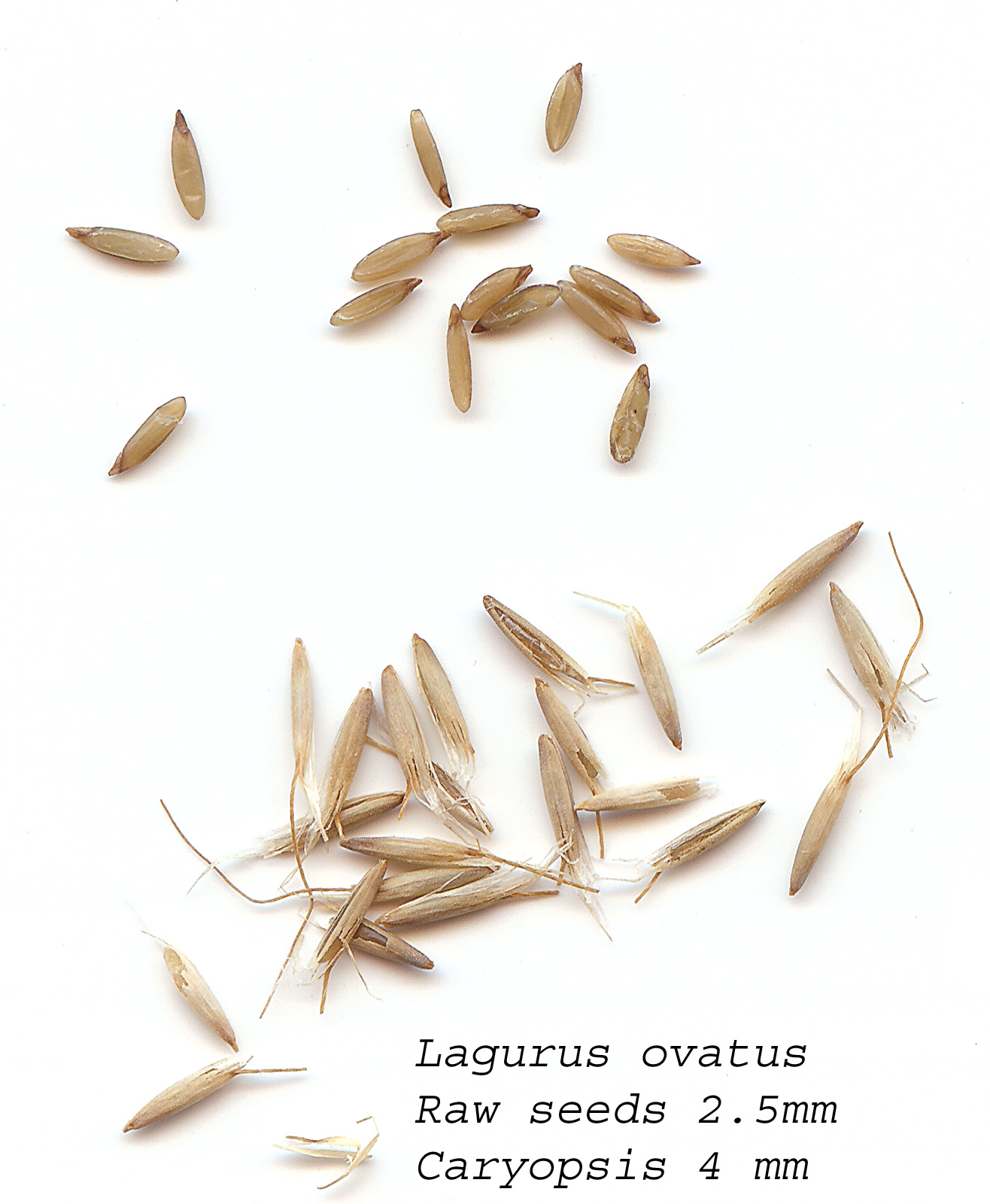
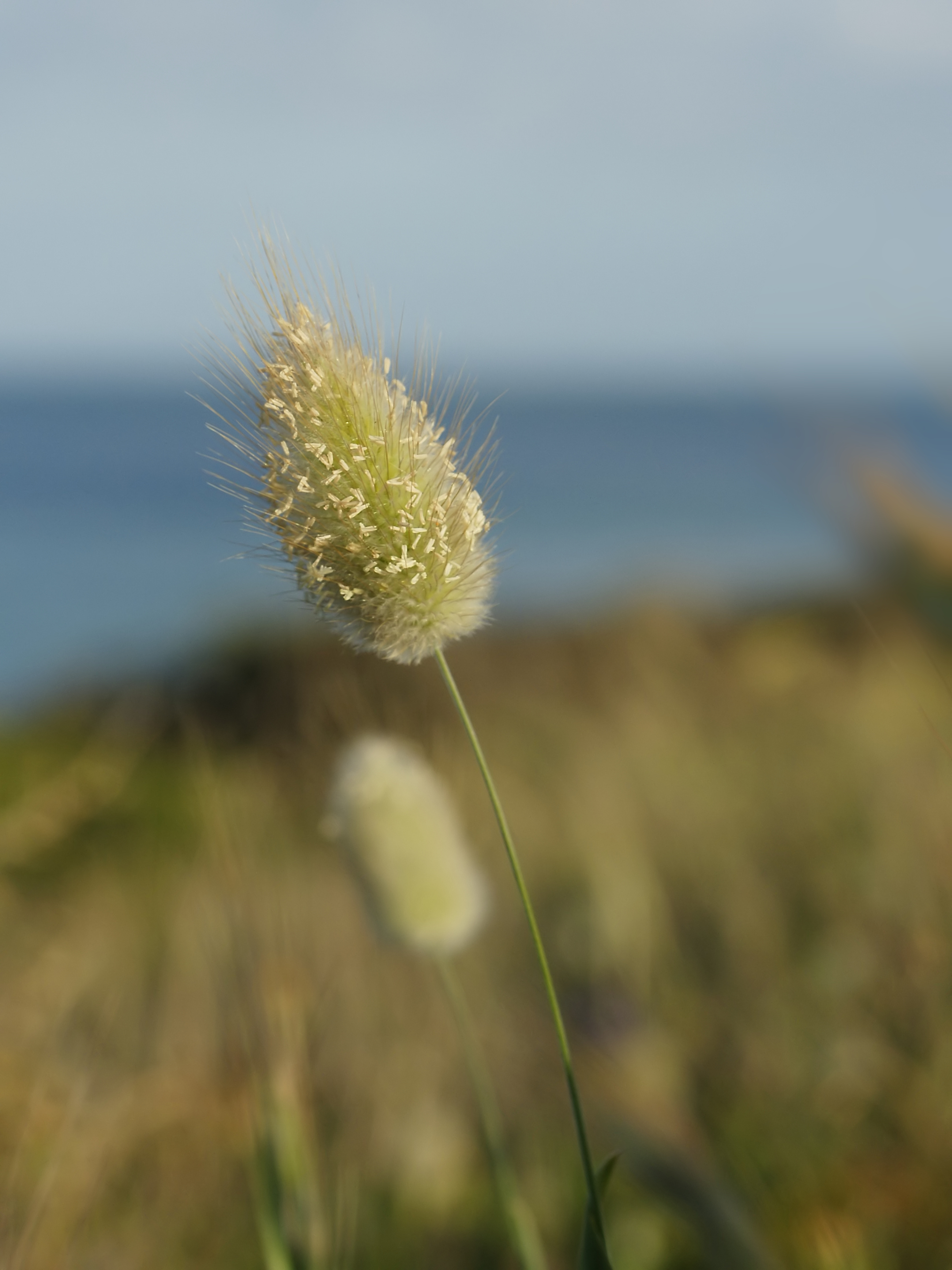